# Бочкова, Эльвира Леонидовна
 Эльви́ра Леони́довна Бочко́ва (1 марта 1938 — 20 марта 2011, Нижний Новгород, Россия) — русский поэт. Член Союза писателей России. Проживала в Нижнем Новгороде.

## Биография
Родилась 1 марта 1938 года в Горьком в семье кораблестроителей. Отец, Полканов Л. Д., был профессором, деканом кораблестроительного и физико-технического факультета Горьковского политехнического института; мать, Полканова Г. М., преподавала там же. Следуя семейным традициям, окончила в 1961 году кораблестроительный факультет Горьковского политехнического института. Среди преподавателей факультета встретила и своего будущего мужа, Бочкова Б. Ф. Около десятилетия проработала на предприятии оборонного комплекса и конструктором в ЦКБ «Волгобалтсудопроект». На литературный труд благословили известные поэты Фёдор Сухов и Николай Старшинов.
Публиковалась в периодической печати с 1972 года. Первая книга — «Движения души» (1980) вышла в издательстве «Современник» (Москва). В 1994 году вступила в Союз писателей России. Автор двенадцати поэтических сборников. Руководила литературным объединением «Феникс».
Дочь, Бочкова Галина Борисовна, биофизик, кандидат технических наук, поэт-прозаик (литературный псевдоним Галина Таланова).

## О творчестве
Николай Старшинов:

Ясно, зримо, изящно и даже масштабно! В её стихах немало строф, построенных на полутонах, на намёках, на недосказанности…— 
Александр Асеевский:

Между небом и землёй распростёрла свои крыла любовь. Поэзия Эльвиры Бочковой только ею и дышит, только ею и жива. Обязательно в каждом её стихотворении — взлёт, колыхание незримых струн души, которые ведут поэтессу и её героиню по мучительной и окрыляющей дороге Любви… Это такой мир лирических переживаний, хрупких, одухотворённых, согретых добром и светом, который запоминается с первых строк и уж потом их не спутаешь ни с чьими другими. Печально, когда люди не слышат поэтов. Любовь складывает свои крылья.— 
Шамшурин, Валерий Анатольевич:

Стихи Бочковой не прочитаешь залпом, они для вдумчивого чтения, для неспешной работы души. Только тогда могут открыться и поразить такие, например, на диво выразительные поэтические находки, как сказанное о замолчавшей кукушке: «Кукушка проглотила в ближней роще какое-то съедобное число…»— 
Владимир Жильцов:

Сердце Бочковой светит любовью, и этим сказано если не всё, то многое. Всё выстрадано, всё пережито. Стихи поэта не принадлежат ему, но однажды вырвавшись из души, раскрывают свои объятия всем, кто чувствует тайный и неистребимый зов духа. Стихи Бочковой открыты нам для любви и сострадания.
Лев Озеров:

Стихи Эльвиры Бочковой — лирический дненик, страстный монолог любящего, страдающего, грустящего и дадующего сердца…